# Церковь Николая Чудотворца в Кобыльском
Церковь Николая Чудотворца в Кобыльском — утраченный православный храм в Москве. Был построен в 1727—1736 годах. Разрушен в 1930 году.
Главный престол храма был освящён в честь Спаса Нерукотворного Образа, приделы — во имя Николая Чудотворца и в честь Казанской иконы Божией Матери.

## История
Кобыльское (Кобыльская слобода) находилось за пределами города, неподалеку от места, отведённого для выпаса скота, принадлежавшего горожанам. В 1672 году в Кобыльском была построена первая деревянная церковь. В 1678 году стрельцами приказа Ивана Елагина выстроена вторая. Каменную церковь заложили в 1727 году. К 1731 году построили трапезную, колокольню и придел святителя Николая, в 1736 году закончили и освятили главный храм в честь Спаса Нерукотворного образа. Церковь была построена на средства московского купца Григория Мушникова. В 1848 году к храму пристроили придел Казанской иконы Божией Матери.
Вблизи церкви в 1866 году было построено первое здание Курского вокзала.
В 1930 году храм был закрыт иразрушен советскими властями, на его месте в 1936—1937 годах построили жилой девятиэтажный дом.
| Адрес на 1917 г. | Москва, ул. Земляной вал, 21 |